# 1361
Cette page concerne l'année 1361  du calendrier julien.
L'année 1361 est une année commune qui commence un vendredi.

## Événements
- Réapparition de la Peste à Paris, à Avignon et à Londres au début de l'année[1]. Les troupes de mercenaires apportent avec elles la peste en Lombardie (1362)[2] et en Aragon (peste des enfants[3]).

- 13 avril : fondation de l'université de Pavie[4].
- 13 mai : la paix de Terrer met fin au conflit entre les couronnes de Castille et d'Aragon.
- 16 juillet : Lorenzo Celsi est élu doge de Venise[5].
- 27 juillet : les troupes danoises de Valdemar Attertag, victorieuses à la Bataille de Visby sur les Suédois[6], s’emparent de Gotland puis d’Öland. Menacée, la Ligue Hanséatique se mobilise contre le Danemark (fin en 1370)[7].
- 7 septembre : traité de Greifswald entre le roi Magnus IV de Suède, son fil le roi Håkon VI de Norvège et la Hanse contre Valdemar Attertag[8].
  - Magnus VII se rétablit sur le trône de Suède mais doit associer au pouvoir son fils Haakon VI, qui rétablit l’Union (fin de règne en 1365).
- 10 octobre : 
  - Le Prince noir épouse Jeanne de Kent[9].
  - Volterra est annexée par Florence[10].
- 23 décembre, Dijon : à la mort de Philippe de Rouvres, duc de Bourgogne (21 novembre), le duché est récupéré par Jean le Bon au profit de son fils cadet Philippe le Hardi (septembre 1363)[11].

- Timur Lang (1336-1405), seigneur de Kech, chef des Barlas, est nommé conseiller de Ilyas Khoja (en), gouverneur de Transoxiane[12].
- Les Tard-Venus ravagent la Champagne et la Bourgogne, puis les régions riveraines de la Saône et du Rhône[13].
- Décret royal ordonnant le regroupement de tous les Juifs du Portugal dans des quartiers obligatoires et délimités[14].
- Création en Angleterre des juges de paix (Justices of the Peace), chargés de rendre la basse justice et d’expédier les affaires courantes dans les comtés[15].
- À la mort du métropolite Romain, le métropolite de Moscou Alexis obtient du patriarche la suppression de la métropole de Lituanie.
- Le chef militaire Mamaï dirige la Horde d'or (fin en 1380)[12].